# Sandrine Holt
Pour les articles homonymes, voir Holt.
Sandrine Claire Holt est une actrice canado-britannique, née Sandrine Vanessa Ho le 19 novembre 1972 à Londres.

## Biographie
Sandrine Vanessa Ho nait à Croydon, Londres. Son deuxième prénom a été changé plus tard en Claire. Son père, Man Shun ("Horace") Ho, est originaire de Hong Kong et sa mère, Christiana (née Nicolette), est d'origine française. Son père a étudié à l'université de Londres où il a obtenu un baccalauréat universitaire en sciences (BSc) en physique et mathématiques appliquées et une maîtrise universitaire ès sciences (MSc) en informatique.
À l'âge de cinq ans, Sandrine et sa famille déménagent dans la ville canadienne de Toronto en Ontario, où elle va passer son enfance et son adolescence. Elle fréquente l'école catholique St. Joseph's Morrow Park Catholic Secondary School (en) à Toronto. Au lycée, elle a essayé le mannequinat, mais sans vraiment prendre cette activité au sérieux avant d'avoir obtenu son diplôme.
À 17 ans, Sandrine déménage à Paris, où elle travaille d'abord comme mannequin avant de devenir actrice.
Elle vit actuellement à Los Angeles.

### Famille et vie privée
De mère française, Sandrine Holt parle couramment le français.
Elle a une sœur cadette, Adrianne Ho, qui travaille comme mannequin et designer,.
De 2004 à 2011, Sandrine Holt a été mariée au producteur de rock Travis Huff. Ils ont eu ensemble une fille.

## Filmographie

### Cinéma
- 1991 : Robe noire (Black Robe): Annuka
- 1994 : Rapa Nui : Ramana
- 1995 : Dance Me Outside : Pavot
- 1998 : Airtime (Court-métrage)
- 1998 : 1999 : Suki
- 1998 : Il mio West : Pearl
- 1999 : Loving Jezebel : Mona
- 2000 : Fast Food, Fast Women : Giselle
- 2001 : Mission : Ima
- 2001 : Century Hotel : Jin
- 2002 : Ecks contre Sever : Affrontement mortel (Ballistic: Ecks vs. Sever) : l'agent Bennett
- 2003 : Happy Hour : Bonnie
- 2004 : Resident Evil: Apocalypse : Terri Morales
- 2004 : M.Jones : Drive (Court-métrage) : Une Femme
- 2004 : Starship Troopers 2 : Héros de la Fédération : Pvt. Jill Sandee
- 2006 : Sam's Lake : Kate
- 2011 : Faces : Nina #6
- 2012 : Underworld : Nouvelle Ère (Underworld : Awakening) : Lida
- 2013 : Casse-tête chinois : Ju
- 2015 : Terminator Genisys : détective Cheung
- 2015 : Air : Abby
- 2024 : Les Linceuls (The Shrouds) de David Cronenberg : Soo-Min Szabo

### Télévision

#### Téléfilms
- 1995 : Pocahontas la légende : Pocahontas/Matoaka

- 1997 : Au-delà du réel : L'aventure continue : Jade dans l'épisode Le Dernier Repas
- 1998 : Bronx County

- 2007 : Fire Serpent : Christina Andrews
- 2007 : The Dark Room : Leanne Kisoun
- 2010 : The Line : Rachel
- 2012 : Espoir mortel : Denise Landers

#### Séries télévisées
- 1989 : Vendredi 13 : Kamichi
- 1995 : Aventures dans le Grand Nord : Kanata
- 1996 : Poltergeist : Les Aventuriers du surnaturel : Ellen
- 1996 : Les Repentis : Li Ann Tsei
- 1997 : Au-delà du réel : L'aventure continue (The Outer Limits) : Jade/Laura (épisode 3.04 : Le Dernier Repas).
- 1997 : New York Undercover : Julie Chin (2 épisodes)
- 1997 : Two : Diana Polasky
- 2001 : Earth Angels : Wendy
- 2001 : Witchblade : une reporter TV / Sandrine Malraux (2 épisodes)
- 2002 : Mutant X : Patricia
- 2005 : Les Experts : Miami (CSI: Miami) : Melissa Boone
- 2005 : Las Vegas : dét. Jenny Cho (3 épisodes)
- 2005 : Urgences (ER) : Drew
- 2006 : 24 heures chrono : Evelyn Martin (10 épisodes)
- 2006 : Runaway : Erin Baxter (5 épisodes)
- 2007 : The L Word : Catherine Rothberg (5 épisodes)
- 2008 : Burn Up : Mika (2 épisodes)
- 2009 : Bored to Death : Niko Oh
- 2009 : Phantom, le masque de l'ombre (The Phantom) de Paolo Barzman : Guran (2 épisodes)
- 2010 : Mentalist : Elise Chaye
- 2011 : Sanctuary : Charlotte Benoit
- 2011 : Flashpoint : Beth Topp
- 2012 : Deadly Hope : Denise Landers
- 2012 : The Listener : Christa Merker
- 2013 - 2014 : Hostages : Maria Gonzales (15 épisodes)
- 2013 - 2014 : House of Cards : Gillian Cole (10 épisodes)
- 2015 : The Returned : Dr Julie Han (10 épisodes)
- 2015 : Fear the Walking Dead : Dr Bethany Exner (3 épisodes)
- 2016 : Mr Robot : Susan Jacobs, avocat général de E-Corp, dite Madame le Bourreau (2 épisodes)
- 2016 : New York, unité spéciale (saison 17, épisode 20) : Nora Wattan
- 2016 - 2017 : Mac Gyver : Patricia Thornton (12 épisodes)
- 2018 : X-Files : Aux frontières du réel : (saison 11, épisode 2) : Dr Karah Hamby
- 2018 : Homeland : Simone Martin (8 épisodes)
- 2018 : The Crossing : Emma Ren (5 épisodes)
- 2018 : New York, unité spéciale : Dr Lisa Abernathy (saison 20, épisodes 2, 6 et 7)
- 2019 : FBI : Lynn Carver (1 épisode)
- 2020 : The Expanse : Oksana (8 épisodes)
- 2021 : NCIS : Los Angeles : Laura Song (1 épisode), Saison 13 épisode 5
- 2022 : American Gigolo (série télévisée) : Olga
- 2022 : Better Call Saul :  Cheryl Hamlin

## Voix francophones
En version française, Sandrine Holt est notamment doublée à quatre reprises par Anneliese Fromont dans Les Repentis, 24 Heures chrono, Phantom, le masque de l'ombre et Fear the Walking Dead, tout comme Josy Bernard dans Hostages, Mr Robot, Homeland et Better Call Saul.
Elle est également doublée à titre exceptionnel par Martine Irzenski dans Rapa-Nui, Juliette Degenne dans Resident Evil: Apocalypse, Laëtitia Lefebvre dans Burn Up, Hélène Bizot dans Espoir mortel, Anne Tilloy dans Air, Cathy Boquet (Belgique) dans The Returned, Marjorie Frantz dans MacGyver, Ségolène Alunni dans New York, unité spéciale et Pamela Ravassard dans American Gigolo.